# Mariano Argento
Mariano Argento (Buenos Aires, Argentina; 5 de diciembre de 1966) es un actor, director y maestro de actores argentino, conocido por su participación en El secreto de sus ojos interpretando a Romano (film ganador del Óscar a mejor película extranjera), y El marginal, interpretando al juez Lunati (serie ganadora del Martin Fierro de Oro). "El robo del siglo" interpretando a El Doc, dos de los largometrajes más taquilleros en la historia del cine Argentino y una de las series más premiadas, recibiendo incluso el Martín Fierro de Oro. 
Fue parte de "Vida Política" y "Camino al amor" entre otras series y novelas, destacándose su personaje «Gómez», jefe de policía en la serie Farsantes televisada en 2013. Increíblemente adquirió notoriedad por protagonizar un comercial de la AFIP en el cual hizo el personaje de Don Carlos, un patrón que lograba tener a sus empleados en blanco. En los últimos años tuvo una destacada participación en la novela "Camino Al Amor" que produjera TELEFÉ, componiendo el personaje golpeador de Alfonso Arriaga, un feminicida en potencia. En 2020 llegó su trabajo en el famoso film "El Robo del siglo" (dirigido por Ariel Winograd y producida por AZ film), película que superó el millón de espectadores sólo en Argentina,  y posteriormente se estrenó en todo el mundo.
Actualmente se destaca en el film independiente "Camino Al Éxito", ópera prima de Sebastián Rodríguez (por estrenarse) interpretando a un comprador de jugadores de fútbol para divisiones inferiores.
Este año escribió, produjo y dirigió "El Portal", su segundo film, con un destacadísimo elenco, a estrenarse en 2023.
También participó como actor en la primera temporada de "El Encargado", serie protagonizada por Guillermo Francella, con quien ya trabajó en varios proyectos con anterioridad.
Actualmente prepara "Express", su tercer film como director, después de "Amigos de la Infancia", que fuera su ópera prima y compitiera en varios festivales internacionales de cine en Europa y Estados Unidos.

## Carrera
Argento comenzó como vendedor y a los veinte años era gerente de la sucursal del Banco del Buen Ayre. Entró en la profesión de actor en 1994 e hizo su primera aparición en televisión en Poliladron. Luego, en 1995 participó en la telenovela Chiquititas, éxito de los niños, creada y producida por Cris Morena. En 1996 participó en la telenovela 90-60-90 modelos que se emitió por primera vez el 8 de enero de 1996, en Canal 9.
En 2009 apareció en la película El secreto de sus ojos, dirigida por Juan José Campanella y basada en la novela de Eduardo Sacheri. 
En 2013 apareció en la serie Farsantes en el papel de un comisario corrupto.

## Trayectoria

### Televisión
- Poliladron (1994)
- Por siempre mujercitas (1995)
- Sheik (1995)
- La hermana mayor (1995)
- Chiquititas (1995)
- 90 60 90 Modelos (1996)
- Verano del '98 (1998)
- Buenos vecinos (1999)
- Provocame (2001)
- 22, el loco (2001)
- Soy gitano (2003)
- Rincón de luz (2003)
- Los secretos de papá (2004)
- Vientos de agua (2006)
- Impostores (2009)
- Botineras (2009-2010)
- Malparida (2010)
- Un año para recordar (2011)
- El puntero (2011)
- Mi amor, mi amor (2012/2013)
- Historia clínica (2013)
- Farsantes (2013)
- Los vecinos en guerra (2013)
- Camino al amor (2014)
- El otro (2015)
- Todos comen (2016)
- El marginal (2016)
- Campanas en la noche (2019)
- El encargado (2022)

### Cine
- Amigos de la infancia (2003)
- El secreto de sus ojos (2009)
- La pelea de mi vida (2012)
- El robo del siglo (2020)